# Гуадалупская каракара
Гуадалупская каракара (лат. Caracara lutosa) — вымершая хищная птица семейства соколиных. Изначально она, наряду с близкородственными обыкновенной каракарой и Caracara cheriway, была помещена в род Polyborus. Птица также известна под названиями «келили» или «калали».

## Распространение и таксономия
До начала XX века гуадалупская каракара обитала на мексиканском острове Гуадалупе. Вид Caracara cheriway иногда неверно называли гуадалупской каракарой, поскольку ранее вымерший вид рассматривался как подвид живущего в настоящее время таксона. В качестве полноправного вида гуадалупская каракара была признана в 2000 году.

## История
Гуадалупская каракара описывалась ранними исследователями как «злая» и «ужасная» птица. В результате кампании по охоте и применению ядов, проводившейся пастухами на острове Гуадалупе, птица оказалась на грани вымирания. В 1876 году вид был распространён по всему острову, однако в марте 1897 года была обнаружена только одна особь, хотя выжило еще несколько птиц. 1 декабря 1900 года коллекционер Ролло Бек на острове наблюдал 11 особей, 9 из них были добыты для изготовления чучел. Последняя каракара предположительно была вскоре убита коллекционером на острове, что было несложно сделать из-за отсутствия у этих птиц боязни человека и лёгкости их нахождения. Последний раз, по неподтверждённым данным, птицу видели в 1903 году, а в 1906 году вид прекратил своё существование.
Гуадалупская каракара — один из многих видов, уничтоженный в результате хозяйственной деятельности человека. В данном случае он был истреблён фермерами, которые считали, что птицы должны были быть уничтожены, поскольку они иногда нападали на молодых коз (хотя роль каракары в качестве охотника на домашний скот была сильно преувеличена). Бывшая среда обитания каракары в это время была опустошенна десятками тысяч одичавших коз, которые привели к вымиранию некоторых эндемичных видов, вызванному практически полным разрушением экосистемы острова.
Истребление каракары привело к вымиранию вшей вида Acutifrons caracarensis, которые паразитировали на птицах.
В частных коллекциях сегодня находится около 35 экспонатов (шкурки, скелеты и два яйца). Экспонаты представлены в музеях Чикаго, Вашингтона и Лондона.